# الحمام (جبلة)

تعديل مصدري - تعديل

الحمام محلة تابعة لقرية الحجفة، التابعة لعزلة الثوابي بمديرية جبلة إحدى مديريات محافظة إب في الجمهورية اليمنية، بلغ تعداد سكانها 27 حسب تعداد اليمن لعام 2004.